# Questions?
『Questions?』（クエスチョンズ）は、中村優のデビューシングル。

## 解説
- アニメ『ドルアーガの塔～the Sword of URUK～』オープニングテーマ。
- テレビ神奈川『saku saku』 2009年1月度エンディングテーマ

## 収録曲
1. Questions? (4:05)
作詞：山田ひろし　作曲・編曲：渡部チェル
2. Today (4:17)
作詞：山田ひろし　作曲・編曲：渡部チェル
3. Questions?（less vocal） (4:05)
4. Today（less vocal） (4:17)
5. 中村優のテーマ (2:09)
作詞・作曲：中村優
初回版にのみ収録されているシークレットトラック。